# Terezín
Pour les articles homonymes, voir Theresienstadt (homonymie).

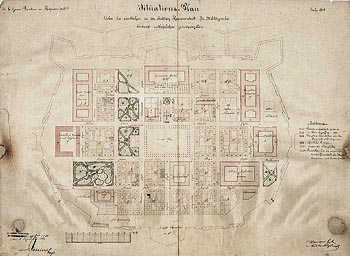
Plan de la forteresse en 1869

Terezín (en allemand : Theresienstadt) est une ville du district de Litoměřice, dans la région d'Ústí nad Labem, en Tchéquie. Sa population s'élevait à 2 852 habitants en 2021.
Terezín est une ancienne forteresse et une ville de garnison. Pendant la Seconde Guerre mondiale, dans le cadre de la « Solution finale », les nazis mirent en place à Theresienstadt un camp de concentration, un camp de transit et un ghetto, où furent enfermés principalement des Juifs tchécoslovaques, allemands et autrichiens.

## Géographie
Terezín est arrosée par l'Ohře et l'Elbe et se trouve à 4 km au sud-est de Litoměřice, à 19 km au sud-est d'Ústí nad Labem et à 53 km au nord-ouest de Prague.
La commune est limitée par Litoměřice et Křešice au nord, par Travčice à l'est et au sud, par Bohušovice nad Ohří au sud et par Keblice, Lovosice et Mlékojedy à l'ouest.

## Histoire
À la fin du XVIIIe siècle, les Habsbourg érigent la forteresse à proximité de la confluence de l'Elbe et de l'Ohře et la baptisent Theresienstadt en l'honneur de l'impératrice Marie-Thérèse.
Sa construction commence en 1780 et dure dix ans. La forteresse couvre une surface totale de 3,89 km2, au centre d'une zone inondable. Les fortifications sont conçues dans la tradition de l'ingénieur d'Argencourt, concepteur de Brouage, en France. En temps de paix, la forteresse accueille une garnison de plus de 5 000 soldats ; en temps de guerre, elle aurait pu accueillir jusqu'à 11 000 soldats. Theresienstadt ne sera cependant jamais utilisée en temps de guerre. Dans la seconde moitié du XIXe siècle, elle servira de prison.
Pendant la Première Guerre mondiale, la forteresse servit de camp de prisonniers. Gavrilo Princip, l'assassin de l'archiduc François-Ferdinand et de sa femme, y fut emprisonné et y mourut de la tuberculose en 1918.

### Theresienstadt pendant la Seconde Guerre mondiale
Pendant la Seconde Guerre mondiale, la Gestapo transforma Theresienstadt en camp de transit pour les Juifs tchécoslovaques et en ghetto pour les Juifs allemands et autrichiens âgés ou célèbres. Environ 144 000 Juifs furent déportés.
En 1943, à la suite du transfert à Terezín de 500 juifs danois, le gouvernement danois insista pour que la Croix-Rouge puisse accéder au site. Les nazis mirent alors en place une véritable mise en scène, une parfaite tentative d’intoxication à leur égard destinée à faire passer le camp de concentration de Terezín pour un camp modèle : de faux magasins et de faux cafés y furent construits pour donner une illusion de confort, les transferts vers le camp d’Auschwitz-Birkenau furent accélérés afin de réduire la surpopulation, les prisonniers visités par la Croix-Rouge furent installés dans des pièces fraîchement repeintes et un opéra pour enfants fut même créé. La supercherie fut un succès et la Croix-Rouge présenta alors ce camp comme un camp exemplaire. Un film y fut même tourné, dont les acteurs et le réalisateur furent ensuite déportés à Auschwitz.
Trente-trois mille déportés y périrent, principalement à cause d'atroces conditions de vie (faim, angoisse, maladies, épidémie de typhus à la fin de la guerre) et 88 000 furent déportés à Auschwitz et dans d'autres camps de concentration. À la fin de la guerre, il y avait seulement 19 000 survivants. Robert Desnos, poète français, y est mort du typhus le 8 juin 1945.

### Après la libération
En mai 1945, les camps passèrent aux mains de la Croix-Rouge pendant cinq jours, avant l'entrée de l’Armée rouge. La Petite Forteresse de Terezín devint alors un camp d'internement (de) pour Allemands des Sudètes.

### Commémoration
En 1947, un mémorial national fut inauguré comprenant la visite de la forteresse, le musée du ghetto, le crematorium ainsi que des monuments commémoratifs.
La pièce de théâtre Pour ne jamais oublier ou le Cabaret Brundibár de Terezín est inspirée de l'Opéra pour Enfants "Brundibár" écrit par Adolf Hoffmeister et le compositeur tchèque-allemand Hans Krása en 1938 et interprété par des enfants captifs à Theresienstadt.

## Terezín aujourd'hui
Après la guerre, la ville fut rebaptisée Terezín. Elle conserva une garnison jusqu'en 1996, date à laquelle l'armée quitta la ville, causant un impact négatif sur l'économie locale. Terezín continue d'essayer de se détacher de son passé militaire et de devenir une ville moderne et active. Elle a considérablement souffert des inondations en 2002.

## Administration
La commune se compose de quatre quartiers :
- České Kopisty
- Nové Kopisty
- Počaply
- Terezín

## Transports
Par la route, Terezín se trouve à 4 km du centre de Litoměřice, à 31 km d'Ústí nad Labem  et à 62 km de Prague.